# Kamjanečka kula
Kamjanečka kula (blr. Камяне́цкая ве́жа; rus. Камене́цкая ба́шня) obrambena je kula u gradu Kamjanecu u zapadnom dijelu Brestske oblasti Republike Bjelorusije. 
Kula je građena u romaničkom i gotičkom stilu u razdoblju između 1271. i 1289. godine po nalogu volinjskog kneza Vladimira Vasiljkoviča.
U cijelosti je izgrađena od crvene cigle, visoka je 30 metara i ima 5 razina. Zidovi su debljine oko 2,5 metara.
Prvi pisani podaci o kuli potječu iz 1276. godine. Jedina je kula ovakvog tipa koja je preživjela sva razaranja od svog osnivanja na teritoriju Bjelorusije. Danas ima status povijesnoga spomenika od nacionalnog značaja. Jedan dio postavke Brestskog regionalnog muzeja nalazi se u kuli od 1960. godine.
Kula je bila poznata i kao „Bijela kula“ (rus. Белая вежа), a naziv je dobila jer je smještena na samom ulazu u Bjelovešku šumu, a ne po boji zidova (koji su od nastanka crveni).
Kamjanečka kula se od 30. siječnja 2004. nalazi na privremenoj listi Svjetske baštine Unesco-a.